# Marja Hallstensson
Evy Marja Erika Hallstensson, även känd som Marja i Myrom, född 4 mars 1957 i Bosebyn-Gunnarskog, Värmlands län, död 27 november 2022 i Stavnäs distrikt i Värmlands län, var en svensk målare och författare.
Hallstensson var i tolvårsåldern när hon bestämde sig för att bli konstnär; ett besök hos Arvid Knöppel inspirerade henne och övergick i lektioner. Hon fortsatte därefter sina studier för Thore Andersson och Axel Hennix samt en kortare tid vid en konstskola i Göteborg. Hon genomförde studieresor, bland annat till Mexiko  för att studera Diego Riveras muralkonst.
Hon sammanlevde med Thore Andersson och blev hans främsta modell bland annat till boken Marja naken. Som konstnär debuterade hon med en separatutställning på galleri Konsttjällaren i Arvika som följdes av separatutställningar. Hon medverkade i samlingsutställningar på Edsviks konsthall i Sollentuna, Galleri Orfeus i Eskilstuna, Åmåls konsthall, Strandgalleriet i Stockholm och med Wingåker konstförening, Torsby konstförening, Munkfors konstförening, Kils konstförening samt i Sigtuna och Kristinehamn.

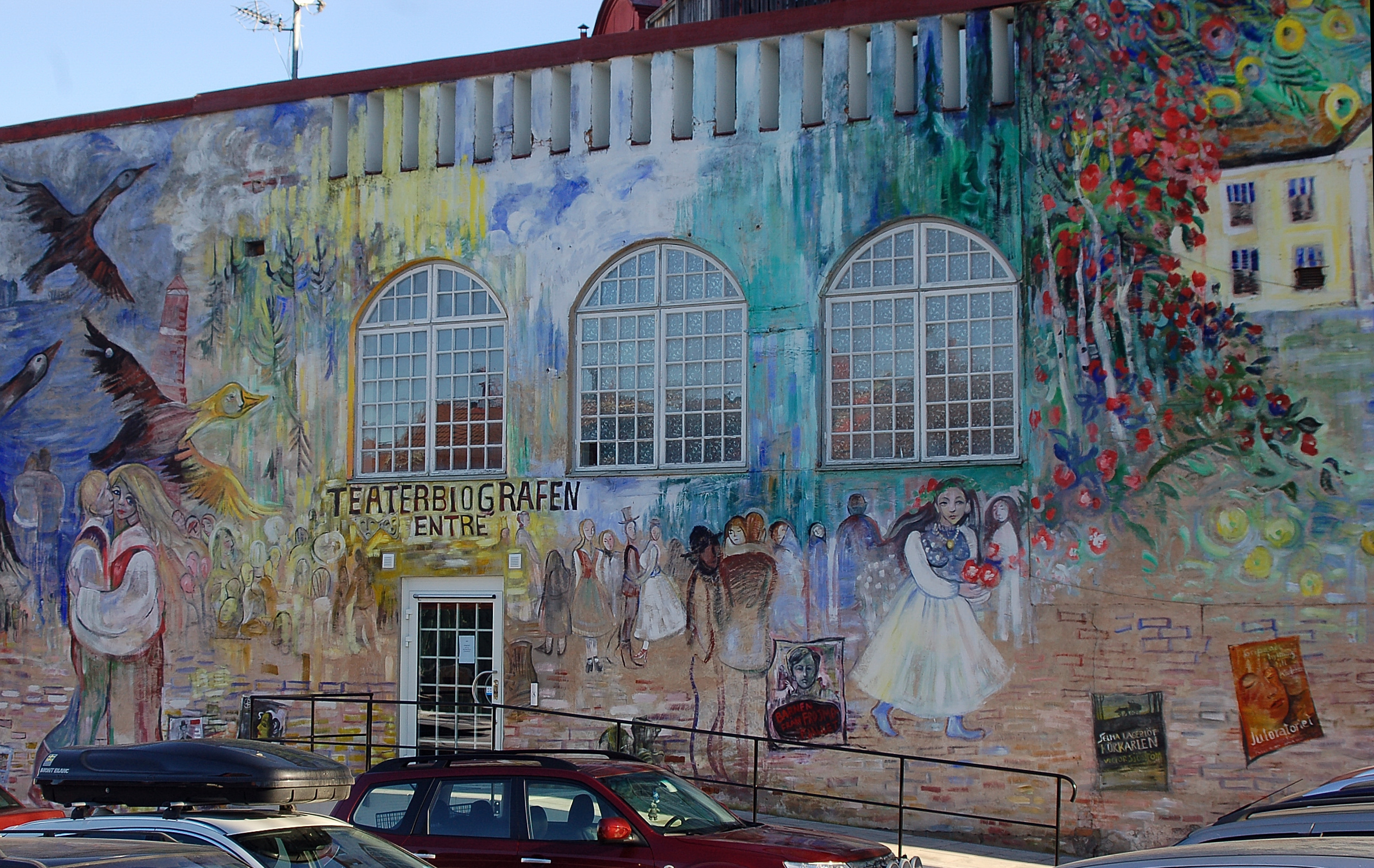
"'Sagoväggen"" på Teaterbiografen i Sunne.

Bland hennes offentliga arbeten märks ett trettiotal muralmålningar, bland annat den stora muralmålningen Sagoväggen på Teaterbiografen i Sunne utförd 2014. David Bowie i Orrholmsgaraget, en muralmålning på Rosenbad i Karlstad 2016, Stjärnhimmelen i Orrholmsgaraget i Karlstad 2017 samt muralmålningen Lekstugan i Grums 2017. För Räddningskåren SBF, Brandförsvarsföreningen, Räddningsverket och SOS alarmering skapade hon 1990 en adventskalender och för Hjärt- & lungfonden formgav hon 1999–2000 en serie postmärken. Som illustratör illustrerade hon Göran Bryntessons Elis i Taserud  101 historier och Betraktelseballader, Ulrika Erikssons Sagan om Lill-Nisse och Örjan  Henricssons, Min bok om Värmland samt Ingrid Fredrikssons barnböcker Mer om Rosa och korna på Lyckan och Rosa, lyckans ko. På egen hand skrev hon ett par sagoböcker om troll. Hallstensson är representerad vid bland annat Värmlands museum, TV-huset i Karlstad, Sveriges Radio Värmland, Nya Wermlands tidningen, Aprinova AB, Sunne kommun, Vingåkers kommun och Arvika kommun.